# Coleanthera virgata
Coleanthera virgata är en ljungväxtart som beskrevs av Stschegl.. Coleanthera virgata ingår i släktet Coleanthera, och familjen ljungväxter. Inga underarter finns listade i Catalogue of Life.